# Metavargula mazeri
Metavargula mazeri är en kräftdjursart som beskrevs av Kornickeri 1979. Metavargula mazeri ingår i släktet Metavargula och familjen Cypridinidae. Inga underarter finns listade i Catalogue of Life.